# Єшаягу Ґавіш
Єшаягу Ґавіш (івр. ישעיהו גביש, уродж. Єшаягу Шкляр, їд. ישעיהו שקליאר; 25 серпня 1925, Тель-Авів — 3 жовтня 2024) — алуф Армії оборони Ізраїлю у відставці, відомий тим, що керував силами Цагалю на фронті Синайського півострова під час Шестиденної війни.

## Раннє життя
Ґавіш народився і виріс у Тель-Авіві. Він навчався в школі для дітей робітників у північному Тель-Авіві та в школі в кібуці Гіват-га-Шлоша.

## Військова кар'єра
Гевіш приєднався до Пальмаху у віці 18 років. Брав участь у «Ночі мостів» у 1946 році. Під час арабо-ізраїльської війни 1948 року Гевіш воював у Пальмахі під керівництвом Іґаля Алона. Після війни він залишився в Армії оборони Ізраїлю та піднявся по службовій службі.
З 1965 по 1969 рік він був головним командувачем Південного командування. Під час своєї військової кар'єри він керував наступом Ізраїлю на єгипетські сили на Синаї під час Шестиденної війни. Хоча наземна кампанія була дуже успішною, підпорядковані йому командири дивізій, генерали Ісраель Таль і Арієль Шарон, отримали більше похвал, ніж він.